# Oxford Dictionary of English
O Oxford Dictionary of English (em português, Dicionário Oxford de Inglês) é um dicionário de inglês em um único volume publicado pela Oxford University Press. A primeira edição é de 1998, com o título The New Oxford Dictionary of English; em 2003, o termo "new" (novo) foi tirado do título. O objetivo dessa obra é representar do modo mais fiel possível o uso de palavras em inglês.
A Segunda Edição Revista contém 355.000 palavras, frases e definições, incluindo referências biográficas e milhares de entradas enciclopédicas. A Terceira Edição foi publicada em agosto de 2010, com algumas palavras novas, incluindo "vuvuzela".
É atualmente o maior dicionário em volume único do idioma inglês publicado pela Oxford University Press.